# GS1-128

Beispiel eines Barcodes nach GS1-128

Der GS1-128 (bis 2009 UCC/EAN-128 und kurz EAN128) ist ein von der GS1-Organisation entwickelter Standard, bei dem eine GS1-Datenstruktur als Code128 dargestellt wird.
Die Grundlagen sind in internationalen Normen festgehalten:
Der Code128 (ISO/IEC 15417) ist ein neutraler Barcode, der verschiedene Daten aufnehmen kann, ein Datenträger.
GS1 ist nach ISO/IEC 15459-2 als Issuing Agency registriert.
Die ISO/IEC 15434 legt fest, wie die benutzte Struktur erkannt werden kann.
Die Datenstruktur, die kodiert wird, folgt der ISO/IEC 15418 sowie dem Kapitel 3 der GS1 General Specifications.
GS1-Datenstrukturen werden auch auf andere Arten codiert, z. B. im DataMatrix-Code, QR-Code und in der GS1-Databar.

## Aufbau

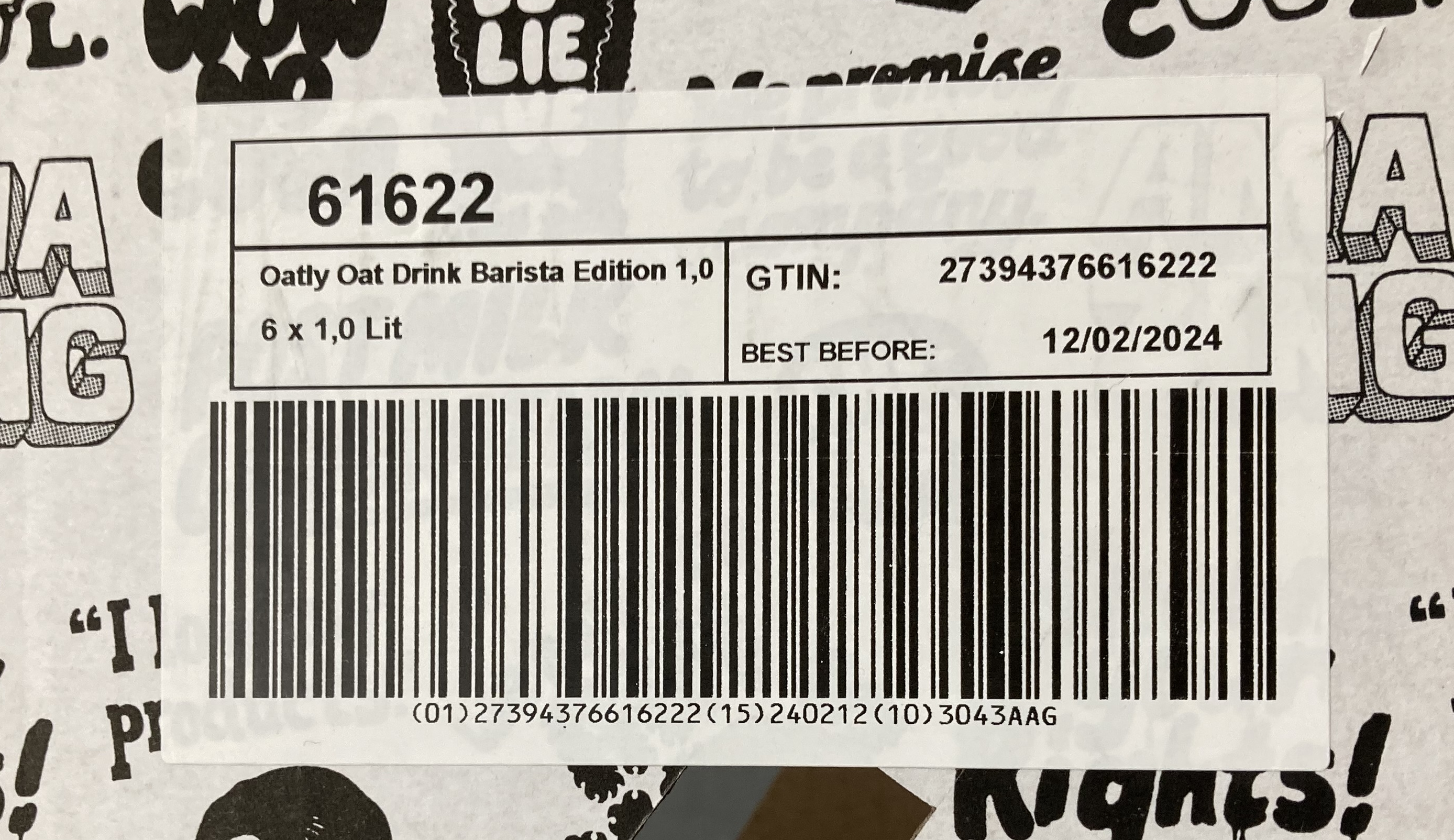
Ein GS1-128-Barcode mit GTIN, Mindesthaltbarkeitsdatum und Chargennummer

Die im Barcode codierten Informationen beginnen mit dem Startzeichen C und dem anschließenden Sonderzeichen FNC1. Danach werden die auch unter dem Barcode abgedruckten Ziffern codiert, gefolgt von Prüfziffer und Stoppzeichen. Durch das Sonderzeichen FNC1 wird beim Scannen des Codes angezeigt, dass der Codeinhalt nach den GS1 Vorgaben strukturiert wird.
Damit die aus einem GS1-128-Strichcodesymbol erhaltenen Daten eindeutig interpretiert werden können, werden Format und Bedeutung jedes einzelnen, im GS1-Datenbezeichnerkonzept darstellbaren Dateninhaltes exakt beschrieben.
Jedes Datenelement enthält einen zwei- bis vierstelligen Datenbezeichner, der den zu kodierenden Informationen voranzustellen ist und sie von anderen Daten unterscheidbar macht. Diese Kennungen versetzen den Empfänger strichcodierter Information in die Lage, alle gelesenen Daten zu interpretieren. Aufgrund eigener Anforderungen kann er selektieren, welche Informationen in den nachgeschalteten Anwendungsprogrammen weiterverarbeitet und welche ignoriert werden sollen.
Hierbei ist jeder Kennung ein eindeutiges Format zugeordnet, wobei sowohl feste als auch variable Längen der Bezeichner vorkommen können. Bezeichner variabler Länge müssen durch ein Steuerzeichen „FNC1“ begrenzt werden. Auf diese Weise kann eine Applikation jeweils das Ende eines Bezeichners und damit den Anfang des nachfolgenden Bezeichners ermitteln.

## Datenbezeichner
Der Standard definiert nicht nur eine einheitliche Syntax, sondern darüber hinaus eine einheitliche Semantik strichcodierter Information durch die Verwendung von Datenbezeichnern (engl. Application Identifier). Mit dem Datenbezeichner sind Bedeutung und Format des nachfolgenden Datenfeldes jedem an der Prozesskette Beteiligten bekannt; eine Verwechselung zwischen Sendungsnummer und einem zufällig an dem Packstück haftenden Artikeletikett ist ausgeschlossen, selbst wenn diese die gleiche Syntax, das Codealphabet des Code128, nutzen. Durch die Verwendung eines „Symbologieidentifikators“, dem Steuerzeichen „FNC1“, ist jede GS1-128-Applikation eindeutig von Code-128-Anwendungen unterscheidbar.
Häufig eingesetzte Datenbezeichner sind beispielsweise:
- 00 Nummer der Versandeinheit: eine weltweit eindeutige Nummer der Lieferung, international: SSCC (Serial Shipping Container Code)
- 01 GTIN der Handelseinheit (Artikelnummer, 14 Stellen)
- 10 Losnummer/Chargennummer des Artikels
- 11 Produktionsdatum (JJMMTT)
- 15 Mindesthaltbarkeitsdatum (JJMMTT)

- 17 Verfallsdatum (JJMMTT)

- 21 Seriennummer

- 30 Menge, variable Länge
- 310x Nettogewicht in Kilogramm (6-stelliger Integer Wert mit vorlaufenden Nullen), ein Wert für x gibt die Anzahl der Nachkommastellen an

Kernelemente des GS1-128-Datenstandards
- Exakte Definition von Datenelementen
- Zuweisung qualifizierender Datenbezeichner
- Festlegung von Formaten
- eingebettet in geschützte Datenträger

Geschützt sind die Daten im Code 128 nicht, wenn diese nach den GS1-Strukturvorgabe kodiert sind. Das Identifikationszeichen FNC1 als erstes Zeichen im Code ist zwar dafür reserviert, dass die GS1-Datenstruktur zuverlässig erkannt werden kann. Es ist aber jederzeit möglich, das FNC1-Zeichen als erstes zu kodieren und dann proprietäre Daten dahinter zu kodieren. Diese Vorgehensweise ist zwar wenig empfehlenswert, aber es gibt keine Möglichkeit dies zu verbieten (ISO- und DIN-Normen haben keine Gesetzeskraft, sofern kein Gesetz sich auf eine Norm bezieht). Die Aussage „geschützter Datenträger“ ist daher ein reines Instrument zur Werbung für die Anwendung der GS1-Lösungen.